# Stiftung ICP München

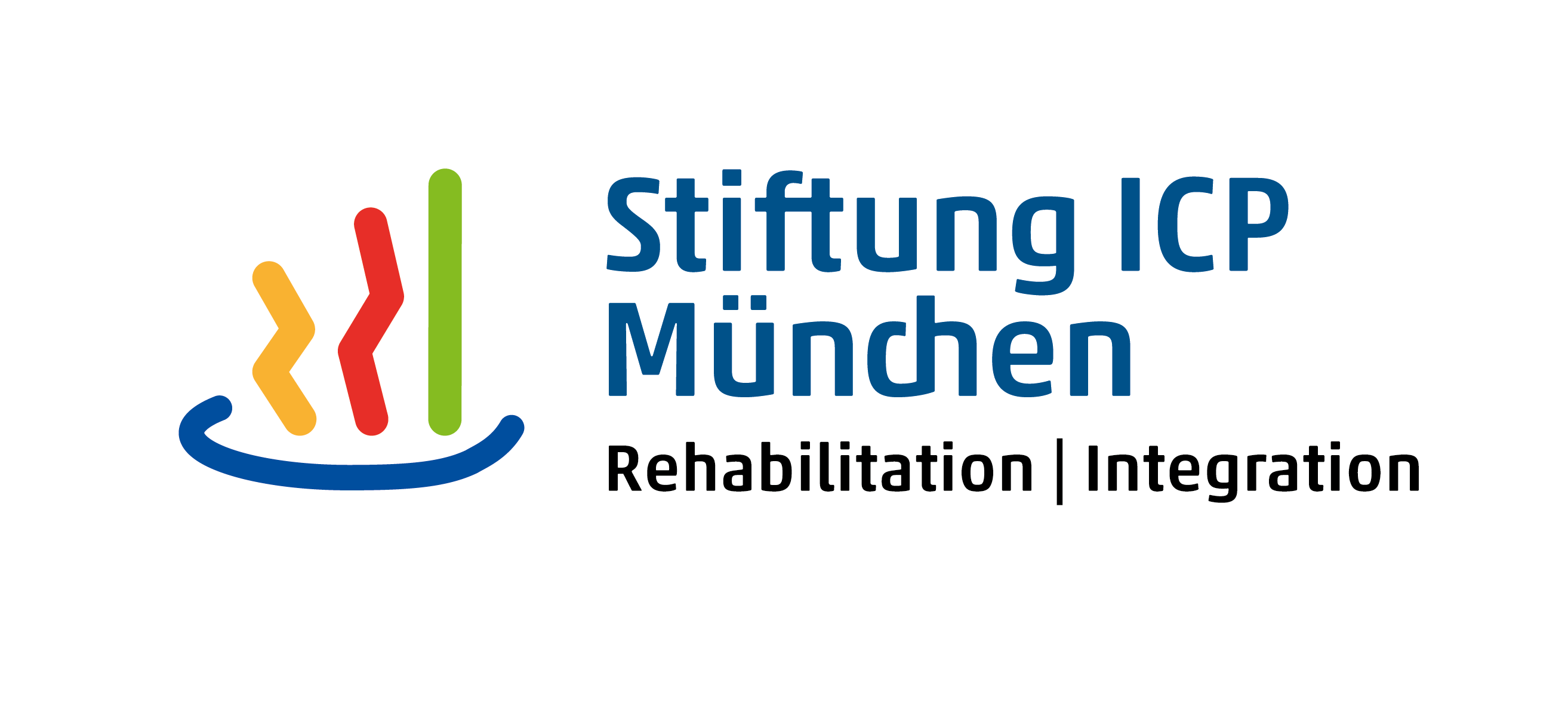
Logo Stiftung ICP München

Die gemeinnützige Stiftung ICP München ist eine Integrations- und Rehabilitationseinrichtung für Menschen mit Behinderung; „ICP“ steht für Integrationszentrum für Cerebralparesen. Die Stiftung richtet sich vor allem an einen Personenkreis mit körperlich-motorischen Beeinträchtigungen, wie z. B. der Infantilen Cerebralparese. Das Ziel ihrer verschiedenen Einrichtungen ist es, durch individuelle Förderung deren berufliche und soziale Integration sowie gesellschaftliche Teilhabe zu ermöglichen bzw. zu verbessern. Dabei wirken schulische, medizinische, pflegerische, therapeutische und pädagogische Maßnahmen interdisziplinär zusammen. Dazu kommen inklusive und integrative Angebote. 
Die Stiftung ICP München ist ein konfessionsungebundener Träger. In den verschiedenen Einrichtungen arbeiten Personen aus verschiedensten Ländern der Welt mit unterschiedlichen kulturellen, sozialen oder religiösen Hintergründen. Diversität wird als Bereicherung und positive Herausforderung angesehen, die zur stetigen Weiterentwicklung und zum Wohl der Teilnehmenden anregen soll.

## Geschichte
Im Jahr 1957 gründete Professor Albert Göb das „Spastiker-Zentrum“ – Verein zur Förderung spastisch gelähmter Kinder, Jugendlicher und Erwachsener und allgemein anderer Menschen mit Behinderung. Göb war leitender Oberarzt der Orthopädischen Universitäts-Poliklinik in der Pettenkoferstraße in München sowie stellvertretender Landesarzt für Körperbehinderte. Er wollte eine Einrichtung schaffen, in der zunächst vor allem spastisch gelähmte Kinder ihren Bedürfnissen gemäß behandelt werden konnten. Bis 1990 war Göb ärztlicher Leiter und Vorsitzender des Vereins. 1957 entstand zunächst das Spastiker-Zentrum in den Räumen der Orthopädischen Universitäts-Poliklinik München. Dies war die erste Spezialeinrichtung dieser Art in der Bundesrepublik. weitere Infos siehe Website. 

## Struktur der Stiftung
- Ein Vorstand aus drei Personen leitet die Stiftung: Thomas Pape (Vorsitzender), Robert Fabian-Krause (Wirtschaft und Finanzen) und Veronika Wegener (Medizin und Therapie).
- Ein siebenköpfiger Stiftungsrat dient als Aufsichtsgremium. Er wird von Günther Bauer geleitet und besteht aus Persönlichkeiten aus dem Sozial-, Finanz- und Justizwesen.
- Ein Kuratorium als Beratungsgremium für die fachliche Entwicklung setzt sich aus Vertretern des öffentlichen Lebens unter dem Vorsitz von Christine Strobl zusammen.

### Medizin und Therapie
In allen Einrichtungen der Stiftung ICP München findet eine hochqualifizierte und enge Betreuung durch ein Fachärzteteam statt. Das Team entscheidet nach einer Eingangsuntersuchung über die Aufnahme mit und verordnet individuelle Behandlungen in den zentralen Bereichen der Physio-, Ergo- und Sprachtherapie. Teil des Angebots sind zudem medizinische Untersuchungen, Beratung in allen gesundheitlichen Fragen und eine individuelle Hilfsmittelversorgung. Eine ärztliche Visite findet regelmäßig statt.
Das MZEB (Medizinisches Zentrum für Erwachsene mit Behinderung) am Standort München-Giesing stellt die medizinische Versorgung erwachsener Menschen, die wegen der Schwere oder Komplexität ihrer Behinderung auf dieses ambulante Angebot angewiesen sind, sicher. Ein interdisziplinäres Team aus den Bereichen Medizin, Therapie, Pflege und Psychologie soll eine ganzheitliche Diagnostik und Behandlung ermöglichen.
Ein weiterer Focus liegt auf einer allgemeinärztlichen und neurologischen Betreuung sowie auf Untersuchungen durch Konsiliarärzte aus den Bereichen HNO und Gynäkologie. Die Kosten werden von den gesetzlichen Krankenkassen übernommen. Eine Kostenübernahme privater Krankenkassen muss beantragt werden.
Die verschiedenartigen Symptome, die mit einer Infantilen Cerebralparese oder anderen motorisch-körperlichen Beeinträchtigungen einhergehen, erfordern eine umfassende Betreuung und individuell abgestimmte Therapien. Die Stiftung ICP München bietet ein breites Spektrum an, wie zum Beispiel Physio-, Ergo- und Sprachtherapie, bei der u. a. auch mit „Unterstützter Kommunikation“ gearbeitet wird. Ziel ist es, eine individuell höchstmögliche Selbständigkeit zu erreichen und Sekundärschäden wie z. B. Kontrakturen, die aufgrund spastischer Lähmungen entstehen können, zu minimieren.
Das medizinische Fachpersonal des hauseigenen Pflegedienstes besteht aus Gesundheits- und (Kinder-)Krankenpfleger/-innen, einer Wundexpertin, einer hygienebeauftragten Pflegefachkraft u. a.

### Bildung und Erziehung
Die ganzheitliche Förderung von Kindern und Jugendlichen mit und ohne Behinderung ist sowohl Auftrag als auch Ziel der Arbeit. Schulen (inklusive Grundschule, Förderschule und Förderberufsschule), heilpädagogische, integrative/inklusive und Regel-Kindertageseinrichtungen ergänzen sich und bieten Eltern die Chance, eine jeweils passende schulische Betreuung, Erziehung und Förderung für ihr Kind auszuwählen.
Im Einzelnen gibt es die Luise-Kiesselbach-Förderschule, die Luise-Kiesselbach-Berufsschule, eine heilpädagogische Tagesstätte, deren Konzept unter dem Begriff „Münchner Tageskonzept“  bekannt ist und von Siegfried Stotz entwickelt und veröffentlicht worden. Schule und Tagesstätte arbeiten dabei in einem eng abgestimmten System, ergänzt durch Ärzte und Therapie.

### Ausbildung und Arbeit
Im Berufsbildungswerk (BBW) Stiftung ICP München können junge Menschen mit einer Körperbehinderung eine überbetriebliche Ausbildung in sechs Berufsfeldern (Wirtschaft und Verwaltung, Informationstechnik, Hauswirtschaft, Orthopädietechnik, Siebdruck, Metalltechnik) absolvieren. Ziel des Berufsbildungswerks (BBW) ist es, die Auszubildenden durch geeignete Berufe und in enger Zusammenarbeit mit Kooperationsbetrieben individuell und praxisgerecht zu qualifizieren und ihnen damit den Zugang zum Arbeitsmarkt zu ermöglichen. 2018 haben alle 42 Auszubildenden des BBW ihre IHK-Abschlussprüfung erfolgreich absolviert.
Als Alternative zur Arbeit in einer Werkstatt für behinderte Menschen (WfbM) bereitet der Berufsbildungsbereich (BBB) auf eine Arbeit auf dem ersten Arbeitsmarkt vor. Alles ist vereint unter dem Dach der Stiftung ICP München, heißt, dass die Teilnehmenden alle interdisziplinären Angebote im Haus nutzen können, wie z. B. die ärztliche Versorgung oder Therapien. Fachdienste von Sozialpädagogen und Psychologen ergänzen das Angebot. Wohnen im Wohnheim und Nutzung des Fahrdienstes sind möglich.
Der BBW steht Menschen mit Behinderung offen, die auch Anspruch auf einen Werkstattplatz hätten. Dies stellt die Bundesagentur für Arbeit fest. Der BBB setzt einen Schulabschluss voraus. Außerdem muss die Berufsschulpflicht erfüllt sein, zum Beispiel im Arbeitsqualifizierungsjahr oder dem Berufsvorbereitungsjahr. Das BBB arbeitet mit verschiedenen Kooperationspartnern zusammen. Infos unter: Home – Berufsbildungswerk Stiftung ICP München.

### Tagesstruktur und Wohnen
Das Schülerwohnheim bietet Schülerinnen und Schülern der Förderschule, heilpädagogischen Tagesstätte (HPT) und Förderberufsschule der Stiftung ICP München, deren Wohnort zu weit entfernt liegt oder deren familiäre Situation eine Heimfahrt nicht zulässt, ganzjährig ein Zuhause. Sie werden dort professionell betreut und leben in familienähnlichen Wohngruppen, die ihnen sozialen und emotionalen Halt geben.
Jugendliche und junge Erwachsene, die im Berufsbildungswerk (BBW) der Stiftung ICP München eine Ausbildung absolvieren, können im BBW Internat in stationären Wohngruppen oder in einer Außenwohngruppe leben.
Für erwachsene Menschen mit Behinderung bietet die Stiftung ICP München in den Münchner Förderzentren (MFZ) Wohnheimplätze in den Münchner Stadtteilen Giesing und Freimann an. Es gibt verschiedene Varianten ambulanter und stationärer Wohnformen. Die pflegerische Versorgung ist dabei gewährleistet.
Im MFZ Freimann werden außerdem in eigenen Seniorenwohngruppen ältere Menschen mit Behinderung professionell und mit Fürsorge beschäftigt und gepflegt. Neben der medizinischen Versorgung gibt es verschiedene Kreativ-, Kultur- und Beschäftigungsangebote, die zusätzlich durch eine soziale Betreuung unterstützt werden.
Für Menschen mit Behinderung, die weder auf dem regulären Arbeitsmarkt noch in einer Werkstatt für behinderte Menschen arbeiten können, bietet die Stiftung ICP München Förderstätten an. In verschiedenen Gruppen wie der Fahrradwerkstatt, der Kochgruppe oder einer Gruppe für Medien und Fotografie erlernen und verbessern die Teilnehmenden ihre Fähigkeiten und können auch das umfassende Angebot an Therapien – zum Beispiel an Physio- und Ergotherapie sowie Sprachtherapie – direkt im Haus in Anspruch nehmen.
Gleiches gilt für die Werkstatt für Menschen mit Behinderung im MFZ-Freimann. Angeboten werden hier je nach individuellen Fähigkeiten und Wünschen zum Beispiel verschiedene Tätigkeiten im Bereich Büro und EDV sowie Montage und Verpackung.
Neben der täglichen Arbeit gibt es Projektgruppen in den Bereichen Theater, Zeitung, Politik etc. und gezielte Einzelförderungen nach dem individuellen Förderplan jedes Einzelnen.

## Auszeichnungen
- 2000 erhielt Siegfried Stotz das Verdienstkreuz am Bande des Verdienstordens der Bundesrepublik in Anerkennung seines Engagements im Trägerverein zur Förderung spastisch gelähmter Kinder.[8]

- 2009 erhielt Christoph Hölzel das Bundesverdienstkreuz 1. Klasse. Unter anderem wurde damit sein Engagement für Behinderte gewürdigt, für die er sich als damaliger Stiftungsratsvorsitzender der Stiftung ICP München einsetzte.[9]

- 2012 erhielt Renée Lampe das Verdienstkreuz am Bande des Verdienstordens. Lampe setzte sich unter anderem als ärztliche Leiterin des ICP (1999–2012) für Menschen mit Cerebralparese ein.[10]

- 2018 wurde das Gebäude der Stiftung ICP München in der Garmischer Straße 241 für den „Preis für Baukultur der Metropolregion München – Wachstum mit Qualität“ durch den Verein Europäische Metropolregion München (EMM e.V.) nominiert.[11]

## Zahlen und Fakten (2023)
- 1.638 belegte Plätze
- 905 Mitarbeitende

## Belege
1. ↑  Home. Abgerufen am 11. Februar 2025 (deutsch).
2. ↑  Münchner Ärztliche Anzeigen, Nr. 3/2011
3. ↑  „60 Jahre ist ein Stück Zeitgeschichte“ – Münchner Wochenanzeiger, 9. Juli 2018
4. ↑  Münchner Tageskonzept, Siegfried Stotz (Hrsg.), Therapie der infantilen Cerebralparese. Das Münchner Tageskonzept. Pflaum-Verlag München 2000.
5. ↑  Luise-Kiesselbach-Schule: „Ein großer Schritt“, SZ, 1. Oktober 2015
6. ↑  Private Berufsschule zur sonderpädagogischen Förderung des ICP (Memento vom 27. Oktober 2018 im Internet Archive)
7. ↑  Münchner Wochenanzeiger: Sie haben ein glattes Wunder vollbracht
8. ↑  Deutsches Ärzteblatt 7/2000
9. ↑  „Trauer um Christoph Hölzel“ SZ, 28. Dezember 2015
10. ↑  Bundesverdienstkreuz und Staatspreis für Unterricht und Kultus: Verdienste für Gemeinwohl ausgezeichnet
11. ↑  Preis für Baukultur der Metropolregion München (Memento vom 26. Dezember 2018 im Internet Archive)